# Astatotilapia swynnertoni
Astatotilapia swynnertoni (Boulenger, 1906) è una specie di ciclidi haplochromini che si trova nei fiumi del Mozambico, dal Buzi e corso inferiore del Pungwe fino a sud del fiume Salva. Il nome della specie è stato dato in onore del naturalista inglese Charles Francis Massy Swynnerton (1877-1938) che scoprì il tipo nella sua fattoria in Mozambico.